# Округ Кит Карсон (Колорадо)
Кит Карсон (енгл. Kit Carson County) је округ у америчкој савезној држави Колорадо. По попису из 2010. године број становника је 8.270. Седиште округа је град Берлингтон.

## Демографија
Према попису становништва из 2010. у округу је живело 8.270 становника, што је 259 (3,2%) становника више него 2000. године.
| Група             | 2000.         | 2010.         |
| Белци             | 6.678 (83,4%) | 6.320 (76,4%) |
| Афроамериканци    | 139 (1,7%)    | 225 (2,7%)    |
| Азијати           | 26 (0,3%)     | 36 (0,4%)     |
| Хиспаноамериканци | 1.095 (13,7%) | 1.574 (19,0%) |
| Укупно            | 8.011         | 8.270         |